# 筒井菜月
筒井 菜月（つつい なつき、1993年5月3日 - ）は、東京都出身の鑑定士。2017年度ミス・インターナショナル日本代表。

## 来歴・人物
両親の離婚が原因で、11歳から17歳まで児童養護施設で育つ。
学費をアルバイトで稼ぎ、高校卒業後に40カ国を旅し、途中のフィリピンでは、クラウドファンディングで地域支援センターを設立する。
2017年秋に行われたミス･インターナショナル世界大会に日本代表として出場し、69か国・地域の代表の中で15名のファイナリスト、最終選考の8名を経て準ミスインターナショナル（5位）に入賞、ミス・ナショナルコスチュームとのダブル受賞を果たした。
マッチングアプリのTinderを使って、（株）ManebiのCEO、田島智也と結婚。